# Neocharitopus
Neocharitopus is een geslacht van vliesvleugeligen uit de familie Encyrtidae. De wetenschappelijke naam van dit geslacht is voor het eerst geldig gepubliceerd in 1975 door Hayat, Alam & Agarwal.

## Soorten
Het geslacht Neocharitopus omvat de volgende soorten:
- Neocharitopus crassus (Prinsloo & Annecke, 1979)
- Neocharitopus orientalis (Agarwal, 1965)
- Neocharitopus solani (Risbec, 1957)